# Вахенхайм (Пфрим)
Вахенхайм (нем. Wachenheim) — община в Германии, в земле Рейнланд-Пфальц.
Входит в состав района Альцай-Вормс. Подчиняется управлению Монсхайм. Население составляет 636 человек (на 31 декабря 2010 года). Занимает площадь 3,55 км².